# Gelliodes strongylofera
Gelliodes strongylofera är en svampdjursart som beskrevs av Brøndsted 1924. Gelliodes strongylofera ingår i släktet Gelliodes och familjen Niphatidae. Inga underarter finns listade i Catalogue of Life.